# HD21190
HD21190 — хімічно пекулярна зоря спектрального класу F2, що має видиму зоряну величину в смузі V приблизно 7,6.
Вона  розташована на відстані близько 784,0 світлових років від Сонця.

## Фізичні характеристики
Телескоп Гіппаркос зареєстрував фотометричну змінність  даної зорі з періодом    0,15 доби в межах від  Hmin= 7,75 до  Hmax= 7,66.

## Пекулярний хімічний вміст
Зоряна атмосфера GSC9491-1447 має підвищений вміст 
Si
.